# Märratjärnen (Älvdalens socken, Dalarna)
Märratjärnen är en sjö i Älvdalens kommun i Dalarna och ingår i Dalälvens huvudavrinningsområde. Sjön har en area på 0,195 kvadratkilometer och ligger 443,5 meter över havet.

## Delavrinningsområde
Märratjärnen ingår i det delavrinningsområde (678923-138977) som SMHI kallar för Utloppet av Märratjärn. Medelhöjden är 476 meter över havet och ytan är 3,79 kvadratkilometer. Det finns inga avrinningsområden uppströms utan avrinningsområdet är högsta punkten. Vattendraget som avvattnar avrinningsområdet har biflödesordning 3, vilket innebär att vattnet flödar genom totalt 3 vattendrag innan det når havet efter 389 kilometer. Avrinningsområdet består mestadels av skog (79 procent) och sankmarker (11 procent). Avrinningsområdet har 0,19 kvadratkilometer vattenytor vilket ger det en sjöprocent på 5,1 procent.